# Teletrak TV
Teletrak TV es un canal de televisión por suscripción chileno que basa su programación en la emisión de la hípica de ese país. Posee los derechos de transmisión televisiva y sonora de las jornadas de carreras del Club Hípico de Santiago, Hipódromo Chile, Valparaíso Sporting y Club Hípico de Concepción.

## Historia
Anteriormente a la creación de este canal, cada hipódromo tenía su propia transmisión que era un circuito cerrado de televisión dentro de los hipódromos, con el nacimiento de la Red Teletrak en agosto de 1990, estas transmisiones pasaron a ser emitidas en las agencias que esta red mantiene a lo largo del país.
El 2 de enero de 2000, se crea una nueva red de apuestas llamada Telesport 2000, la cual transmitió las carreras del Valparaíso Sporting Club y del desaparecido Club Hípico de Antofagasta. Tras esta división se crea en ese año, el canal Equs Sport, llevando así hasta las pantallas de cada hogar las carreras del Club Hípico de Santiago, Hipódromo Chile y Club Hípico de Concepción, sus transmisiones se iniciaron por la señal 98 de la desaparecida empresa de cable Metrópolis-Intercom. 
En noviembre de 2002, Equs Sport cambia de nombre a Teletrak TV, incorporándose a VTR el 1 de enero de 2003. El 28 de marzo de 2005 se reunificaron las redes Teletrak y Telesport 2000 pasando a conformar una red única nacional de apuestas.
En el año 2018, Teletrak TV realizó unas transmisiones diferenciadas y especiales para DirecTV de los principales clásicos en vivo del Club Hípico de Santiago e Hipódromo Chile, dichas transmisiones se pudieron ver en el resto de Latinoamérica por DirecTV, esto logró que en octubre de 2019, se incorpora la señal principal de Teletrak TV de forma permanente a los abonados de DirecTV en Chile.

## Programas
- Hípica en Directo: Transmisión en vivo de las jornadas de carreras del Club Hípico de Santiago, Hipódromo Chile, Valparaíso Sporting y Club Hípico de Concepción. Con apuestas en toda la red Teletrak1 y también en el sistema telefónico Fonotrak.
- Archivo Palmeño: Programa donde se emiten los grandes clásicos del Hipódromo Chile de las últimas cuatro décadas, con material de video y audio remasterizado y digitalizado. Conduce Pedro Antonio Molina.
- Afuera de la Cancha:
- Criadores del Turf: Programa que aborda la actualidad del turf en Chile, desde el punto de vista de la crianza del finasangre de carrera, el público podrá disfrutar de un momento de conversación junto a diversos invitados. Conduce Sergio Di Lorenzo.
- Futuros Campeones: Programa que sigue todo el proceso generacional anual con el análisis de los principales caballos que serán los protagonistas. Conduce Pedro Antonio Molina.
- Héroes del Pasto: Microprograma de aprox. 5 minutos, donde se emiten los grandes clásicos del Club Hípico de Santiago de las últimas cuatro décadas, con material de video y audio remasterizado y digitalizado. Locución: Pedro Antonio Molina.
- Más Rodeo: Conduce Patricio Caro Muñoz.
- Punto Ecuestre: Conduce Carol Lopicich.
- Sello de Raza: Conduce Julio César Araya.
- Simulcasting: Programa donde se puede apostar en directo al extranjero, principalmente en Reino Unido, Estados Unidos, Argentina, Brasil y Uruguay, con apuestas en toda la red Teletrak y también en el sistema telefónico Fonotrak. Conduce Claudio Gómez Mella, locutor oficial del Valparaíso Sporting, y ocasionalmente, el periodista Mario Pino Valenzuela.
- Turf Sports: Programa en donde se realiza un resumen semanal de cada jornada vivida en los hipódromos, con secciones donde muestran carreras históricas, entrevistas a gente ligada a la actividad hípica, y las carreras de los caballos y profesionales chilenos en el extranjero, como también carreras de trascendencia mundial en la sección Terminal Internacional, se emite los sábados a las 23:00 hrs. y se repite los domingos que no hay carreras, se transmite simultáneamente en Teletrak TV y en TV Turf Móvil. Conduce Sergio Di Lorenzo, bajo la dirección de Jorge Aravena Quinteros.
- Vamos a la Hípica: Emblemático programa, uno de los pioneros en difundir la hípica (primero en RTU como Partieron en 1992), donde se entrevistan a diversas personalidades relacionados con el turf, donde se analiza cada jornada de los hipódromos centrales y se dan los pronósticos para cada jornada. Conducen Elías Gómez Mejías, locutor oficial del Hipódromo Chile desde 1970 y sus dos hijos los periodistas Ariel y Catalina Gómez Currin.
- Viral Turf

Notas
1. Debido a la Pandemia de enfermedad por Coronavirus las agencias permanecieron cerradas, salvo los canales de apuestas digitales, Teletrak Móvil, Fonotrak y Teletrak.cl, en 2021 fueron reabiertas las agencias de Teletrak pero con aforos limitados.

## Equipo

### Conductores
- Ariel Gómez Currín
- Catalina Gómez Currín
- Claudio Gómez Mella
- Diego Sánchez
- Elías Gómez Mejías
- Pedro Antonio Molina
- Sergio Di Lorenzo (Sergio Lorenzo Mesa)
- Carol Lopicich
- Julio César Araya
- Patricio Caro Muñoz

### Relatores
- Claudio Olivares
- Julián Bernal
- Mauricio Olivares
- Fabián Martínez
- Ricardo Muñoz
- Enrique Venegas

### Locutores
- Fernando Solís Lara
- Elías Gómez Mejías
- Claudio Gómez Mella
- Rubí Ibacache Vidal
- Eleazar Labrín

### Reporteros
- Alejandra Sánchez
- Diego Sánchez
- Felipe Ogrodnik
- Ignacio Pacheco
- Mario Pino Valenzuela
- Mario Valdés